# نیلوفر محبی
نیلوفر محبی (زادهٔ آبان ۱۳۶۶) نوازندهٔ ویلن و آهنگساز اهل ایران است.

## زندگی هنری
نیلوفر محبی در آبان سال ۱۳۶۶ در تهران متولد شد. او فارغ‌التحصیل هنرستان موسیقی دختران و دارای مدرک کارشناسی موسیقی از دانشگاه علمی کاربردی است. وی نواختن ویلن را در هنرستان موسیقی نزد سیاوش ظهیرالدینی آموخت. از دیگر استادان او می‌توان به موسیقی‌دانانی نظیر: مهربانو توفیق، مهرآذین کاراندیش، مینو افتاده، اکبر محمدی، عماد نکویی، هومان اسعدی، سهیل دهبستی، سیاوش بیضایی، عبدالنقی افشارنیا، تقی ضرابی، مسعود ابراهیمی، جاوید مجلسی و … اشاره نمود. همچنین وی با هنرمندانی نظیر: علیرضا قربانی، حسین علیزاده، فردین خلعتبری، پیمان یزدانیان، فریدون شهبازیان و… همکاری داشته است.
او در سال ۱۳۹۶ آلبوم مستقل خود به نام «از نهان تا بی‌کران» را منتشر کرده که نامزد دریافت تندیس بهترین آلبوم موسیقی پاپ در پنجمین جشن سالانه موسیقی ما شد. موسیقی فیلم «ماسو» به کارگردانی اصغر محبی و فیلم کوتاه «نهان» به کارگردانی محمد هرمزی از ساخته‌های اوست. همچنین قطعهٔ «چوپی» بر اساس موسیقی فولکلور کُردی - لُری، با آهنگسازی و نوازندگی وی منتشر شده است. نیلوفر محبی در فیلم گزارش مریم به کارگردانی اسماعیل براری در سال ۱۳۸۴ نیز بازی کرده است. وی در فروردین ۱۳۹۸ در کنسرت‌های «شهر خاموش» کیهان کلهر به همراه کوارتت «مینیاتور» به روی صحنه رفت.
خرداد ۱۴۰۰، نیلوفر محبی ویدیویی از خودش در حال آوازخواندن در مسجد شاه اصفهان منتشر کرد که واکنش‌های زیادی در فضای مجازی برانگیخت؛ چراکه آوازخواندن او، با فریاد اعتراض‌آمیز و توهین‌آمیز شخصی قطع شد که ظاهراً مخالف آوازخوانیِ زنان در ملأ عام بود.

## آثار هنری

### آلبوم موسیقی
- از نهان تا بیکران[۱۰]
- رنج آگاه (شهریور ۱۳۹۹)[۱۱]

## فعالیت‌های هنری
از جمله فعالیت‌های هنری نیلوفر محبی به موارد زیر می‌توان اشاره نمود:
- نوازندگی در ارکستر سمفونیک تهران،[۱۲][۱۳][۱۴]
- نوازندگی در ارکستر ملی ایران
- نوازندگی در ارکستر فیلارمونیک تهران
- نوازندگی در ارکستر نیاوران
- نوازندگی در کوارتت نواک
- همکاری با آنسامبل مینیاتور
- همکاری با گروه اشتیاق